# Euricania subapicalis
Euricania subapicalis är en insektsart som först beskrevs av Walker 1870.  Euricania subapicalis ingår i släktet Euricania och familjen Ricaniidae. Inga underarter finns listade i Catalogue of Life.